# استپان ماکسیمویچ پتریچنکو
استپان ماکسیمویچ پتریچنکو (روسی: Степа́н Макси́мович Петриче́нко) انقلابی و سیاست‌مدار آنارکو-سندیکالیست اهل امپراتوری روسیه بود. وی رهبری شورش کرونشتات را در سال ۱۹۲۱ علیه بلشویک‌ها بر عهده داشت.
پس از سرکوبی شورش، پتریچنکو به فنلاند گریخت و در آنجا مبارزاتش را علیه بلشویک‌ها ادامه داد؛ اما در آنجا دستگیر و در سال ۱۹۴۵ به شوروی تبعید شد. در آنجا دوباره دستگیر و به زندان مرکزی ولادیمیر فرستاده شد و پس از مدت کوتاهی در زندان درگذشت.